# Pastfinder
Pastfinder is een computerspel dat in 1984 werd ontwikkeld en uitgegeven door Activision. Het spel is een verticaal scrollend futuristisch schietspel dat zich in het jaar 8878 afspeelt. Het computerspel wordt met bovenaanzicht gespeeld. Op sommige planeten en elke 5000 punten krijgt de speler er een ruimteschip bij. Het spel is ten einde wanneer de speler al zijn ruimteschepen heeft verloren.